# Théo Tobiasse
Théo Tobiasse, né Tobias Eidesas le 26 avril 1927 à Jaffa alors en Palestine mandataire et mort le 3 novembre 2012 à Cagnes-sur-Mer en France, est un artiste peintre, graveur, dessinateur et sculpteur français,.
Son œuvre est connue pour ses thèmes autour de la Bible, la Femme, et l'Exil, souvent prolongée par ses « mots picturaux. »

## Biographie

### Jeunesse et famille
Fils cadet de Chaïm Eidesas et Brocha Slonimsky originaires de Kaunas en Lituanie, Théo Tobiasse naît en Israël alors Palestine mandataire en 1927, où ses parents, de confession juive, vivent depuis 1925, loin de la menace des pogroms et des bouleversements politiques de l’Europe de l'Est. La famille rencontre des difficultés matérielles et décide de retourner en Lituanie, pour repartir enfin pour Paris en 1931 où son père typographe trouve du travail dans une imprimerie russe.
Théo Tobiasse montre très tôt des dispositions pour le dessin et la peinture, et lors d’une visite à l’Exposition universelle de 1937 au Musée d'art moderne de Paris, il est émerveillé par La Fée Électricité de Raoul Dufy.
La mort de sa mère en juin 1939, suivie du déclenchement de la Seconde Guerre mondiale, l'Occupation allemande, le port de l’étoile jaune et son inscription à l’École nationale supérieure des arts décoratifs refusée pour raisons raciales bouleversent sa vie. Il s’inscrit à un cours privé de dessin publicitaire boulevard Saint-Michel, qu'il abandonne neuf mois plus tard car sa famille, en échappant de justesse à la rafle du Vélodrome d'Hiver le 16 juillet 1942 est contrainte de se cacher dans leur appartement à Paris pendant deux ans. À la Libération de Paris, il démarre rapidement une carrière de graphiste publicitaire chez l’imprimeur d'art Draeger, et réalise également des cartons de tapisserie, des décors de théâtre et les vitrines d’Hermès rue du Faubourg Saint-Honoré.
Il se marie en décembre 1947 avec Fajga (Fanny) Goldfarb avec laquelle il aura sa fille Catherine. 
Après avoir obtenu la nationalité française en 1950, un besoin vital de lumière, de mer et de ciel immense après l'obscurité des années noires de l'Occupation nazie les décide à quitter Paris et à partir s'installer à Nice où il poursuit sa carrière de graphiste, notamment à l'Agence Havas. 

### Peintre débutant 1960-1969
Ses premières toiles sont exposées au Salon des peintres du Sud-Est en 1960. Il est lauréat en 1961 du « prix de la jeune peinture méditerranéenne » et Armand Drouant lui propose un premier contrat et l’expose à la galerie du Faubourg Saint-Honoré à Paris en 1962.
Théo Tobiasse obtient également le prix Dorothy-Gould en 1961. Il décide alors de se consacrer uniquement aux arts plastiques. De nombreuses expositions lui sont dédiées dans le monde entier, à Paris à la galerie Drouant, à Genève, Montréal ou Tokyo, puis Londres, Zurich, Lauzanne, Los Angeles, Kiev, et puis une première exposition personnelle à New York (1968). Autodidacte, il étudie la technique des grands maîtres dans les musées lors de ses voyages. Les reliefs, des glacis et les couleurs de La Fiancée juive de Rembrandt au Rijksmuseum d'Amsterdam, en particulier, ouvrent des nouvelles possibilités techniques qu’il explore dans ses toiles de retour à son atelier .
Les sujets figuratifs sans narration ni symbolisme (chat, oiseau, cerf-volant, vélocipède, etc.) de ses premiers tableaux, lui permettent d'expérimenter les techniques, la couleur et la texture de peinture à l’huile et à la gouache, Le Vélocipède (1959), Le Chat de Vence (1961), L'Oiseau rouge (1964), La Nuit de l'oiseau (1960).
À partir de 1964, Théo Tobiasse développe une iconographie plus personnelle tirée de ses propres souvenirs de son enfance en Lituanie, des errances d'une famille qui cherche une terre d'asile et de la Shoah. Le train, celui qui conduit sa famille de Kaunas à Paris, ou les Juifs vers les camps, devient un motif récurrent, et la mémoire un thème majeur dans son œuvre, C'était en 42, le train du 16 juillet, huile sur toile, (1965).

### 1970-1983
Une visite à Jérusalem en 1970 le rapproche davantage de ses origines juives. Il crée ses premiers vitraux sur le thème des « Fêtes juives » pour le Centre communautaire juif de Nice et une huile sur toile monumentale intitulée Que tes tentes sont belles, ô Jacob (1982). Il continue à voyager et s'imprégner des cultures qu'il rencontre, le jazz de la Nouvelle-Orléans, les sites archéologiques mexicains et les totems amérindiens. À New York, il rencontre Elie Wiesel (1982). Tandis que Josy Eisenberg réalise un film sur Théo Tobiasse, intitulé Dis-moi qui tu peins, pour la télévision française en 1977, de nombreuses expositions personnelles lui sont consacrées en France et à l'étranger, notamment à la galerie Passali à Paris, au Musée de l’Athénée à Genève et à la Galerie Nahan de la Nouvelle-Orléans. En 1983, une exposition rétrospective de son œuvre est organisée à Nice, au Musée d'art contemporain de Ponchettes.
La gravure au carborundum, la lithographie, les vitraux, la poterie, la sculpture sont autant de moyens d’expression qu’il explore d’abord dans l’atelier qu’il avait aménagé à son domicile sur les hauteurs de Nice (1954-1972), puis au quai Rauba Capeu à Nice (1971-1976). Il quitte Nice pour installer son atelier principal dans sa propriété à Saint-Paul-de-Vence en 1976.
En collaboration avec Pierre Chave, lithographe à Saint-Paul-de-Vence, Théo Tobiasse élabore une technique pour réaliser des lithographies de dix-huit à vingt couleurs qu’il réalise pour de nombreuses éditions originales éditées en France, en Suède et aux États-Unis : Songs of Songs (1975), Paris, Fleur de Bitume, Hommage à H.C. Andersen(1980), Parfum d’Odalisque (1982). Il s’initie également à la gravure au carborundum, une technique de gravure élaborée par Henri Goetz pour Let My People Go (1981).
Outre la mémoire des errances et exodes de sa famille et du peuple juif, viennent s'ajouter à l'iconographie personnelle de Tobiasse trois autres thèmes majeurs qui traverseront son œuvre :
- les villes qui lui sont chères (Paris et Jérusalem, d'abord, puis New York et Venise à partir des années 1980) ; vingt-huit gouaches monochromes, De Notre-Dame à Saint-Germain-des-Près (1969)[13].
- la Bible, une source inépuisable de drames humains, qu'il réimagine au présent et peuple de mère bibliques fantasques et d'autres personnages[14], Rachel (1978), Sarah et les trois messagers (1981), J'ai vu fleurir Bethsabée au jardin des grenades (1982).
- la femme-amante, érotique et impudique, Daphnis et Chloé (1978), Portrait de femme immobile dans l'extase,(1978), Pomme de sexe créature dont la peau brûle et les bras se tordent (1980)[15].

Pour explorer le thème de la femme érotique, Tobiasse adopte le dessin à la mine de plomb, à l'encre de Chine et au pastel sur papier, et compose des textes poétiques qu'il note dans ses dessins et carnets, Tu m'as fait découvrir en toi les ombres de chair (1977) ou Sortilèges interdits : Je ne puis adorer que dans le vertige d'une incantation sexuelle... (1979).

### 1984-1997

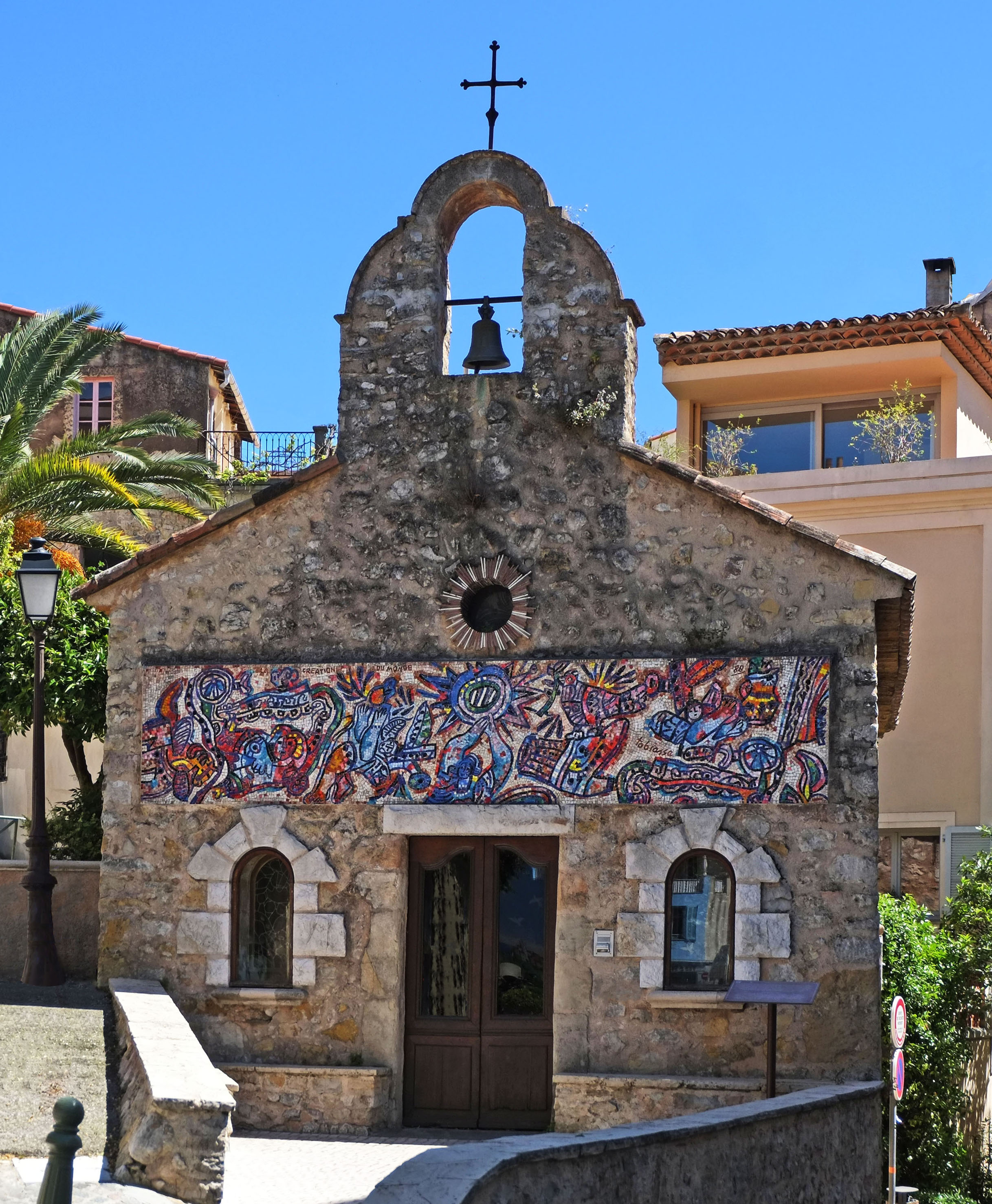
Les mosaïques de la chapelle Saint-Sauveur au Cannet.

Le marchand américain, Kenneth Nahan Sr., rencontré en 1978, encourage Théo Tobiasse à rejoindre aux États-Unis d'autres peintres français qu'il représente, notamment Max Papart et James Coignard[réf. nécessaire]. Tobiasse s'installe à New York en 1984. Il travaille d'abord à l'Hotel Chelsea puis crée son atelier à Manhattan. Il décide alors de partager son temps et son travail entre Saint-Paul-de-Vence et New York.
Les premiers tableaux peints en Amérique se distinguent de sa production européenne par leur échelle et par leurs thèmes lumineux. Les toiles peintes à l'huile se remplissent de portraits de famille, d'enfants, et des personnages bibliques, Ma famille venait de Lithuanie (sic), Little Girl Sitting, Saul et David (1984). Dans ces tableaux, les familles ne fuient plus les pogroms dans les trains, mais débarquent à New York, nouveau pays d'accueil selon son imaginaire, comme dans America (1984). C'est également à New York qu'il crée la sculpture  Myriam, qui deviendra le modèle pour la Venus, sculpture monumentale en bronze qui sera installée à l'entrée de Saint-Paul-de-Vence en 2007. New York rejoint les villes inspirantes de Théo Tobiasse et la femme personnifie désormais la liberté.
De retour à Saint-Paul-de-Vence, il expérimente de nouvelles techniques à partir de 1986. Il abandonne la peinture à l'huile et la gouache pour l'acrylique, moins contraignant. Ses techniques mixtes sur papier ou sur toile mélangent des collages, de la peinture à l'acrylique et des pastels gras. Il développe des panneaux en bois ou en acier découpés et peints pour les grands formats et commandes publiques dont notamment :
- En 1987, deux panneaux sur le thème de la liberté pour l'entrée du Palais des congrès de Nice ;
- En 1989, un retable en triptyque dont le titre est La vie est une fête ; cinq vitraux, et une sculpture,L'Oiseau de lumière, pour la chapelle Saint-Sauveur du Cannet. Cette œuvre vient résumer sa quête de la lumière et de la liberté[16].

En 1992, une exposition rétrospective de l'œuvre de Théo Tobiasse est organisée au château-musée de Cagnes-sur-Mer. Ses ateliers deviennent des lieux de rencontre pour des amis artistes tels que Ben et Arman. Chaïm Potok visite l'atelier de Saint-Paul à plusieurs reprises, lui consacre une monographie Tobiasse: Artist in Exile publiée en 1986 à New York, et y rencontre l'écrivain James Baldwin, l'ami et le voisin de Théo Tobiasse en 1987.
Il voyage énormément pour ses expositions personnelles. En 1987, Vision Nouvelle Japon expose ses dernières tableaux à Tokyo, Kokura et Mito et puis en 1991, des grandes sculptures en panneaux de bois découpé et peint à Tokyo, Osaka, Nagoya, Kōbe, Fuokoka et Taïpei. Il découvre Prague en 1992 et y retourne en 1995, et voyage chaque année à Venise pour dessiner. Venise vient dès lors compléter le quatuor de villes l'inspirant. Lors de ses voyages, il remplit des carnets-journaux de dessins dont les premiers sont reproduits en fac-similé en 1992 par les éditions de la Différence, Les Venise de Tobiasse, ou Dessins et écrits.
Théo Tobiasse découvre le travail de scénographie avec la création de décors et de costumes pour le théâtre de marionnettes. Il crée un album de lithographies pour le cinquième centenaire de l'expulsion des Juifs d'Espagne. Le Jardin des psaumes, une suite de sept vitraux créée dans l'atelier du maître-verrier Alain Peinado est inaugurée au centre communautaire israélite de l’Esplanade à Strasbourg à l'occasion du bicentenaire de l'émancipation des Juifs. Il enchaîne avec la création de douze vitraux monumentaux intitulée Le Chant des prophètes pour la synagogue de Nice qui sont inaugurés en 1993.
En 1994, il participe avec d'autres artistes de la région niçoise (Arman, Ben, Jean-Claude Farhi, Claude Gilli et Patrick Moya) à la création de chars pour le Carnaval de Nice qui a pour thème cette année « Le roi des Arts », l'exposition des maquettes des chars au Musée d'art moderne et d'art contemporain de Nice et à l'édition d'un portfolio de lithographies sur le thème du carnaval.

### 1998-2012
En 1999, il fait un voyage en Israël et revisite Jérusalem et Jaffa, le lieu de sa naissance, où il travaille sur des éditions graphiques. En 2000, le musée des Beaux-Arts, palais Carnolès de Menton lui consacre une exposition rétrospective.
Paraissent en 2007, le fac-similé de cinq carnets de dessin/journaux réunis dans un coffret, Les Carnets de Saint-Paul-de-Vence, 1993-2001. En 2009, est publié le livre le Cantique des cantiques calligraphié et illustré par Théo Tobiasse avec 36 planches datant de 1995.

### Hommages
À sa mort, il reçoit les hommages de la ministre de la Culture, Aurélie Filippetti et du député-maire de Nice, Christian Estrosi.

## Principales œuvres dans les collections publiques
- Fêtes Juives et une fresque, Que tes tentes sont belles, ô Jacob (1982), Centre communautaire juif de Nice (Michelet).
- Les Trains de terreur des bords de la folie (1983), huile sur toile, Centre Simon-Wiesenthal, Los Angeles, États-Unis.
- Sarah portant Isaac, retour du Mont-Moriah (1984), huile sur toile, musée d'art moderne et d'art contemporain de Nice.
- La Liberté éclairant Saint-Paul-de-Vence et La Liberté éclairant les enfants de l'exil (1987), techniques mixte sur panneaux en bois stratifié, 400 × 290 cm chaque panneaux, palais des congrès de Nice, France.
- Musée Tobiasse - Chapelle Saint-Sauveur (1989), mise en valeur de la Chapelle Saint-Sauveur sur le thème « La vie est une fête », comprenant une composition mural intérieure, des vitraux, une mosaïque extérieure en façade et une sculpture polychrome sur parvis Oiseau de lumière, Le Cannet, France.
- L'Enfant fou (1990), sculpture fontaine monumentale en bronze, Centre des affaires Arénas, Nice, France.
- Le Jardin des psaumes (1991), sept vitraux pour la synagogue séfarade de l’Esplanade à Strasbourg, France.
- Décors et costumes de Pygmalion (1992) de George Bernard Shaw, pour la Compagnie Arketal, dans le cadre du Festival international de marionnettes, Cannes, France.
- Le Chant des prophètes (1993), vitraux de la grande synagogue de Nice, France.
- Venus de Saint-Paul-de-Vence (2008), sculpture en bronze, Saint-Paul-de-Vence, France.
- La Danseuse Acrobate (2021), sculpture acier peint,  Mairie de La Colle-sur-Loup, France.
- La Colombe de la Paix, (2021), sculpture acier peint, basilique Notre-Dame de l’Assomption, Nice , France.

### Reproductions de carnets à dessin
- Théo Tobiasse, Les Venise de Tobiasse, éditions de la Différence, Paris, 1992  (ISBN 978-2729107925).
- Théo Tobiasse, Dessins et Ecrits, éditions de la Différence, 1992  (ISBN 2-7291-0791-6).
- Théo Tobiasse, Saint-Paul-de-Vence et autres rivages : Journal Tobiasse 1984/1992, éditions de la Différence, Paris, 1994  (ISBN 2-7291-1045-3).
- Théo Tobiasse, Les Carnets de Saint-Paul-de-Vence, 1993-2001, éditions Biro, Paris, 2007.  (ISBN 978-2-35119-022-7)

### Filmographie
- Josy Eisenberg, Dis-moi qui tu peins, TF1, 1977.
- Patrick Visionneau, L'Atelier de Tobiasse, FR3 Côte d'Azur, 1988.
- Laurence Badon, La Traversé du désir, FR3 Côte d'Azur, Magazine des Arts, 1988.
- Dominik Rimbault, La vie est une fête, Dominik Rimbault et le CNAP, 1989.
- Jacques Renoir, Tobiasse : encore un fleuve à traverser, Anna Productions, 1990.
- Georges Bégou, Rétrospective Tobiasse, Antenne 2, (1992).
- Laurence Badon, Tobiasse se penche sur 35 ans de création, FR3 Côte d'Azur, Magazine culturel, 1992.
- Dominik Rimbault, Mémoire gravée dans la couleur du temps, Dominik Rimbault et le CNAP, 2001.